# Stefan Pomer
Stefan Pomer (1905?–1941) – polski poeta, pisarz, publicysta, tłumacz żydowskiego pochodzenia.
Był związany z przedwojennym czasopismem Chwila, wydawanym we Lwowie. Wydał zbiór Elegie podolskie. Przetłumaczył z jidysz na polski Braci Aszkenazy Izraela Jehoszuy Singera (przekład ukazał się w roku 1935 na łamach Naszego Przeglądu, wydanie książkowe opublikowano w dwu tomach w 1992).
Chciał, aby polscy pisarze-Żydzi w równym stopniu opiewali Syjon i Wawel, Jordan i Wisłę. Zginął w czasie II wojny światowej, ale nieznana jest dokładna data jego śmierci ani miejsce.